# 에런 테일러존슨
에런 페리 테일러존슨(영어: Aaron Perry Taylor-Johnson, 1990년 6월 13일 ~ )은 잉글랜드의 배우이다. 한국에서는 킥 애스 영화 시리즈의 주인공 데이브 역, 《고질라》(2014)의 포드와 《어벤져스: 에이지 오브 울트론》(2015)의 퀵실버 역으로 출연한 것으로 유명하다.
이전까지는 에런 존슨(Aaron Johnson)이란 이름으로 활동했으나, 영화 제작자 샘 테일러우드(Sam Taylor-Wood)와 결혼한 후 '에런 테일러존슨'으로 성을 바꿨다. 샘과의 사이에서 첫째딸 윌다 레이(2010년생)와 둘째딸 로미 히어로(2012년생)을 얻었다.

## 출연 작품

### 영화
| 연도 | 제목                                                                              | 배역                                | 비고 |
| ---- | --------------------------------------------------------------------------------- | ----------------------------------- | --- |
| 2003 | 상하이 나이츠                                                                     | 찰리 채플린                         | |
| 2006 | 도둑의 왕 (The Thief Lord)                                                        | 프로스퍼                            | |
| 2006 | 일루셔니스트                                                                      | 아이젠하임 아역                     | |
| 2006 | 씨프 로드                                                                         |                                     | |
| 2006 | 패스트 러너스 (Fast Learners)                                                     | 닐                                  | |
| 2006 | 베스트 맨 (The Best Man)                                                          | 마이클 (15세)                       | |
| 2007 | 마법의 문 (The Magic Door)                                                        | 플립                                | |
| 2007 | 셜록 홈스와 베이커 가의 오합지졸(Sherlock Holmes and the Baker Street Irregulars) | 핀치                                | TV 영화 |
| 2008 | 더미 (Dummy)                                                                      | 대니                                | |
| 2008 | 나는 조지아의 미친 고양이                                                         | 로비 제닝스                         | |
| 2009 | 그레이티스트                                                                      | 베넷 브루어                         | |
| 2009 | 존 레논 비긴즈: 노웨어 보이                                                       | 존 레논                             | |
| 2010 | 킥 애스: 영웅의 탄생                                                              | 데이비드 "데이브" 리주스키 / 킥애스 | 엠파이어상 최우수 남자 배우상 후보 영국 아카데미 영화상 신인상 후보 2010년 틴 초이스 어워드 스타 남자 배우 후보 |
| 2010 | 채트룸                                                                            | 윌리엄                              | |
| 2011 | 앨버트 놉스                                                                       | 조                                  | |
| 2012 | 파괴자들                                                                          | 벤                                  | |
| 2012 | 안나 카레니나                                                                     | 브론스키 백작                       | 이때까지 '에런 존슨'으로 활동했음                                                                               |
| 2013 | 킥 애스 2: 겁 없는 녀석들                                                         | 데이비드 "데이브" 리주스키 / 킥애스 | 이때부터 '에런 테일러존슨'으로 활동함                                                                           |
| 2014 | 캡틴 아메리카: 윈터 솔져                                                          | 피에트로 막시모프 / 퀵실버          | 카메오 출연 |
| 2014 | 고질라                                                                            | 포드 브로디 중위                    | |
| 2015 | 어벤져스: 에이지 오브 울트론                                                      | 피에트로 막시모프 / 퀵실버          | |
| 2016 | 녹터널 애니멀스                                                                   | 레이 마커스                         | |
| 2017 | 더 월                                                                             | 앨런 아이작                         | |
| 2018 | 아웃로 킹                                                                         | 제임스 더글라스                     | |
| 2018 | 백만 개의 작은 조각들                                                             | 제임스 프레이                       | |
| 2020 | 테넷                                                                              | 아이브스                            | |
| 2021 | 킹스맨: 퍼스트 에이전트                                                           | 아치 리드                           | |
| 2022 | 불릿 트레인                                                                       | 탠저린                              | |
| 2024 | 스턴트맨                                                                          | 톰                                  | |
| 2024 | 크레이븐 더 헌터                                                                  | 사냥꾼 크레이븐                     | |
| 2024 | 노스페라투                                                                        | 프리드리히 하르딩                   | |
| 2025 | 28년 후                                                                           | 제이미                              | |
| 2026 | 28년 후: 더 본 템플                                                               | 제이미                              | |